# Лайош Вагнер
Ла́йош Ва́гнер (угор. Vágner Lajos; 10 лютого 1815, Богдан, Україна — 9 червня 1888, Хуст) — ботанік, перший описав флору Марамороша.

## Біографія
Лайош Вагнер народився 10 лютого 1815 року в селі Богдан, нині  Рахівський район (Закарпаття). 

### Родина
Його батько Йоганнес Вагнер був дворянином, який спочатку працював головним лісником, а потім лісником-наглядачем. Його мати, Джозефа Шеффер (1778), мала п'ятеро дітей, з яких Лайош був первістком. Невдовзі після народження сина Лайоша сім'я переїхала до Дубове, десь між 1817 і 1819 роками, де сім'я жила до 30-х років. Тут народилися двоє братів і сестер, Йожеф і Янош, а також Барбара та Анна. Їхній батько хотів дати своїм дітям гарну освіту, тому віддав хлопців вчитися.

### Навчання
Вже в 1824 р. він був учнем римо-католицької гімназії в Марамуреші, в програму якої входили предмети географії та природознавства. 
Тут він відвідував перші чотири класи, після чого продовжив навчання в гуманітарних класах, які закінчив у віці 17 років. У роки навчання в гімназії в Марамуреші в нього виник інтерес до рослин. 
У 20 років він продовжив навчання в Кошицькій гімназії. 
Повернувшись з Кошиць в 1835 році, він працював у Королівському управлінні шахт і товарів у Марамуреші, спочатку комісаром із транспортування солі, а потім економічним менеджером. Його батьки також незабаром переїхали з Домбо в Марамуреш. 

### Особисте життя
Він одружився 15 січня 1848 року, але його дружина померла під час пологів у вересні. Незабаром він одружився вдруге з Браун Кароліною, яка проживала в Вілоку. Від їхнього шлюбу народилося троє дітей: Марія Емілія, Якоб Лайош і Каролі Йожеф. 

### Професійна діяльність
У 1855 році він отримав підвищення та разом із родиною переїхав до Хуста, де працював інспектором і скарбником Королівського лісництва. Однак у 1870 році Королівське лісове господарство в місті припинило своє існування, тому Лайоша Вагнера перевели в управління лісового господарства  Рахова, де він працював до виходу на пенсію. Пізніше він разом із сім'єю повернувся до Хуста, де зміг продовжити свою улюблену діяльність — ботанічне вивчення регіону — під час виходу на пенсію. 
Помер у Хусті 9 червня 1888 р. 
У віці 74 років, тут також був похований.

## Творчість
Працюючи в Сігеті, а пізніше в Хусті і в Рахові, він здійснює ботанічні екскурсії до різних куточків краю, збирає та гербаризує рослини, веде листування з багатьма ботаніками як Карпатського регіону, так і інших країн, активно обмінюється гербарієм. 
Дослідник колекціонував рослини все життя: перший серед відомих його гербарних зборів датується 1937 роком, а останній — з 1886 року. 
Людвіг Вагнер одним із перших у серед угорських ботаніків у 1846 році вступає до Віденського ботанічного товариства (Wiener Botanischen Tauschvereins), через яке налагодив обмін гербарієм з колегами з інших регіонів. Також збирав гербарій для «Flora exsiccata Austro-Hungarica», заснованого професором Віденського університету Антоном Кернером фон Маріланом, що теж сприяло поширенню його гербарних зборів. Завдяки постійному обміну гербарієм власні збори Людвіга Вагнера з Мараморошу збагатили гербарні колекції провідних ботаніків та колекціонерів і з часом були долучені до гербаріїв природничих наукових установ світу.
На основі гербарних зборів мараморошського флориста А.Кернер описав один з карпатських ендеміків, названого на честь Людвига Вагнера — Phyteuma vagneri (Kerner, 1883, 1884). Ім'я дослідника закарбовано і у видовій назві ще одного виду — Gentiana vágneri Janka, а також у назві карпатської різновидності білоцвіта весняного Leucojum vernum var. vagneri Stapf (Schedae ad Flor. exs. Austro-Hung. 4: pl. 86, n 1480. 1886), що сьогодні, згідно з пріоритетами першоопису розглядається як окремий підвид L. vernum subsp. carpathicum (Sims) K.Richt.
Звичайно, найвагомішою науковою спадщиною невтомного трудівника-дослідника рослинного покриву Мараморощини є його гербарій.
Персональна гербарна колекція дослідника (40 тис. зразків) зберігається в Угорському Природничому музеї (Будапешт, BP). Найціннішою її частиною є власні збори Л. Вагнера з Мараморошу, іншу значну частину складають отримані за обміном гербарні зразки з усієї Європи. Хоча більшість видів рослин, що потрапили до його колекції або шляхом обміну, або були куплені, зазвичай представляли собою дублетні матеріали, проте дотепер там є збори зарубіжних колекторів, які збереглися лише у його персональній колекції.
В Гербарії Ужгородського національного університету (UU) та частково у збірках Закарпатського краєзнавчого музею також знаходиться частина гербарної колекції Людвіга Вагнера, що налічує близько 1000 гербарних зразків. Аналіз цієї частини колекції ботаніка-аматора незабаром побачить світ в Українському ботанічному журналі. Не зважаючи на таку ретельну гербаризацію рослин, ботанік-аматор Людвіг Вагнер є автором лише однієї, але ґрунтовної публікації про рослинний світ комітату Мараморош (Vágner, 1876), факсимільне видання цієї частини праці планується до опублікування.
У конспекті флори 18 Мараморошського комітату він наводить близько тисячі видів рослин, серед них дикорослі, культурні, декоративні, лікарські тощо. До кожного виду подано місцезростання, його екологічну характеристику та час цвітіння. Таким чином, творчий доробок першого закарпатського ботаніка аматора Людвіга Вагнера має велику наукову цінність і є надійною базою проведення флористичних досліджень на регіональному рівні.